# NGC 4630
NGC 4630 (другие обозначения — UGC 7871, IRAS12399+0414, MCG 1-32-136, ZWG 43.1, ZWG 42.208, VCC 1923, PGC 42688) — магелланова неправильная галактика с перемычкой  (тип по Вокулёру IB(s)m)  в созвездии Девы.  Открыта Уильямом Гершелем 2 февраля 1786 года. Является частью скопления Девы.
Этот объект входит в число перечисленных в оригинальной редакции «Нового общего каталога».
Классифицируется предположительно как магелланова неправильная галактика. На фотографиях видна слегка наклонённая галактика с ярким, вытянутым и неправильной формы ядром, окружённым тусклой, но неравномерной внешней оболочкой, которая образует нечёткий спиральный узор. При визуальном наблюдении в любительский телескоп галактика выглядит относительно яркой, но размытой, с широким нарастанием яркости в середине; слегка вытянута с севера на юг, с нечёткими краями. Радиальная скорость: 663 км/с. Расстояние: 30 млн световых лет. Диаметр: 15 тыс. световых лет.